# Дьяконов Ігор Михайлович
Дьяконов Ігор Михайлович (12 січня 1915 — 2 травня 1999) — російський радянський сходознавець, історик Стародавнього Сходу, лінгвіст, перекладач.

## Життєпис
Народився в Петрограді, його батько був банківським службовцем, а мати лікаркою. В 1922—1929 роках, з дволітньою перервою, разом з сім'єю жив у Норвегії під Осло, оскільки його батько працював у радянському торговельному представництві. В цей час Дьяконов вивчив спершу норвезьку, а пізніше і німецьку й англійську мови. Коли родина повернулася до Радянського Союзу Ігор вчився у школі де тоді якраз впроваджувалася експериментальна система навчання через, що класичних уроків не проводилося і серйозних знань школа не давала, тож їх доводилося здобувати самоосвітою.
В 1932 році Дьяконов поступив на Історичний факультет Ленінградського університету. Серед викладачів було багато видатних вчених того часу, але головним вчителем Дьяконова став професор А. П. Ріфтін який запросив його до своєї ассирологічної групи. В 1936 році одружився зі студенткою того ж університету. Ще не завершивши навчання Дьяконов почав працювати в Ермітажі і з 1937 року був зачислений до штату музею. Робота в Ермітажі багато в чому вплинула на вченого і за його словами стала для нього другою освітою. Для заробітку він робив інвентар клинописної Н. П. Ліхачова, що дало йому можливість ознайомитися з багатьма видами та жанрами клинопису. В 1937 році вийшла його перша друкована робота. В 1938 році закінчив Ленінградський університет.
В 1938 році був заарештований батько Дьяконова якого присудили «до десяти років ув'язнення без права листування», а насправді за кілька місяців розстріляли, однак декілька років родина сподівалася на його повернення. Після війни батька вченого реабілітували «за відсутністю складу злочину».
На початку 1941 року в Дьяконова була готова кандидатська дисертація присвячена земельним відносинам в Ассирії. Коли розпочалася радянсько-німецька війна Дьяконов брав участь в евакуації колекції Ермітажу, а потім незважаючи на так званий «білий білет» записався добровольцем до ополчеення. Пізніше служив перекладачем та Карельському фронті, а після того як радянські війська зайняли Східну Норвегію в 1944—1945 році працював перекладачем радянської комендатури в місті Кіркенесі.
Після демобілізації в 1946 році працював в Ленінградському університеті де захистив готову, ще до війни дисертацію і у 1949 видав свою першу книжку «Розвиток земельних відносин в Ассирії». Знову працював у Ермітажі, пізніше в Інституті історії, а з 1956 року і далі в Інституті сходознавства Академії Наук. В 1960 році захистив докторську дисертацію.

## Наукова діяльність
Дьяконов працював у багатьох сферах і відрізнявся широтою своїх наукових інтересів. Він був істориком, філологом та лінгвістом. Як історик він написав багато праць присвячених політичній та культурній історії, проблемам етногенезу. Як філолог він організував публікацію багатьох історичних документів, робив переклади з давньосхідних та сучасних мов. Як лінгвіст Дьяконов знав та досліджував багато мов. За більш ніж шістдесят рокій наукової діяльності вчений написав біля тридцяти книг, з них біля двадцяти монографій і понад двісті статей.
За наукові заслуги Ігоря Михайловича було обрано до Британської Академії, Американської Академії мистецтв та наук, багатьох сходознавчих товариств. Йому була присвоєне звання почесного доктора гуманітарних наук Чиказького університету з формулюванням «…людині, чиї історичні, соціально-економічні, філологічні та лінгвістичні дослідження не мають собі рівних як за широтою охоплення так і за якістю».